# Hey! Say! 7 Ultra Power
『Hey!Say!7 Ultra JUMP』（ヘイセイセブン・ウルトラジャンプ）は、文化放送をキーステーションに放送しているラジオ番組。Hey! Say! JUMPの年少ユニット「Hey! Say! 7」メンバー3人のうち1人が3週間ごとに交代でパーソナリティを務める。2008年9月29日より放送開始。2024年3月25日をもって放送終了となることが発表された。

## 概要
2014年3月までは文化放送と他3局では「レコメン!」内で放送される10分枠の帯番組で、月曜 - 木曜の週4日放送だが、四国放送では月曜 - 金曜の週5日放送、それ以外のネット局では「増刊号」として30分番組に編集（後述の金曜分も含めての編集）したものを週1回放送している。四国放送のみでオンエアされている金曜日は、リクエストコーナー「ザ・ベストセブン!」となっている。
2014年4月3日から「レコメン!」内で放送される毎週木曜の15分番組に変更。
2015年4月2日放送分よりHey! Say! 7がCM出演しているブルボンがスポンサーにつき、「ブルボンプレゼンツ」の冠がつく。
2015年10月1日放送分より『Hey! Say! 7 Ultra JUMP』に番組名が変更、Hey! Say! BESTのメンバーもゲストとして登場する。

## パーソナリティ
- Hey! Say! 7
  - 中島裕翔、山田涼介、知念侑李から1人。原則2週おき（2012年3月11日-15日放送分の週以降は3週おき）の交代であるのと同時にBESTのメンバーも週代わりで登場
  - リニューアル以前は、上記メンバーから2人ずつが週交代（場合によっては翌週も引き続き同じ組み合わせ）でパーソナリティを務めていた。

### 過去の出演者
- 岡本圭人  - 2018年9月から留学のため2年間芸能活動を休止していた。2021年4月11日にHey! Say! JUMPを脱退した。

## ネット局と放送時間

### 2008年9月 - 2014年3月
| 放送局     | 月曜        | 火曜        | 水曜        | 木曜        | 金曜        | 備考                |
| ---------- | ----------- | ----------- | ----------- | ----------- | ----------- | ------------------- |
| 文化放送   | 22:20-22:30 | 22:20-22:30 | 22:20-22:30 | 22:20-22:30 | ※放送なし   | 「レコメン!」に内包 |
| 秋田放送   | 22:20-22:30 | 22:20-22:30 | 22:20-22:30 | 22:20-22:30 | ※放送なし   | 「レコメン!」に内包 |
| ラジオ福島 | 22:20-22:30 | 22:20-22:30 | 22:20-22:30 | 22:20-22:30 | ※放送なし   | 「レコメン!」に内包 |
| KBS京都    | 22:20-22:30 | 22:20-22:30 | 22:20-22:30 | 22:20-22:30 | ※放送なし   | 「レコメン!」に内包 |
| 四国放送   | 23:40-23:50 | 23:40-23:50 | 23:40-23:50 | 23:40-23:50 | 23:40-23:50 |                     |

※四国放送以外の4局では、番組の進行状況によりスタートが10分遅くなることもある（通常の開始時間では月曜 - 水曜が22:15頃、木曜が22:20頃となっている。プロ野球中継が延長となった場合は曲の紹介を割愛し、時間短縮して通常放送される。過去には最大で30分遅くなることもあった）。なお、文化放送のプロ野球中継が大幅に延長して「レコメン!」が22:20までに開始（プロ野球中継が21:50までに終了）しない場合は同時ネット局も含めて休止となる。
以下の放送局では増刊号を放送
- 西日本放送 土曜21:30-22:00
- 北日本放送 土曜23:00-23:30
- 山口放送 日曜21:30-22:00
- 新潟放送 月曜20:00-20:30

### 2014年4月 -
| 放送局      | 放送時間           | 備考                |
| ----------- | ------------------ | ------------------- |
| 文化放送    | 木曜 23:30 - 23:45 | 「レコメン!」に内包 |
| 秋田放送    | 木曜 23:30 - 23:45 | 「レコメン!」に内包 |
| ラジオ福島  | 木曜 23:30 - 23:45 | 「レコメン!」に内包 |
| 静岡放送    | 木曜 23:30 - 23:45 | 「レコメン!」に内包 |
| KBS京都     | 木曜 23:30 - 23:45 | 「レコメン!」に内包 |
| 新潟放送    | 月曜 20:00 - 20:30 |                     |
| 西日本放送  | 木曜 23:00 - 23:30 |                     |
| 北陸放送    | 金曜 23:00 - 23:29 |                     |
| 北日本放送  | 土曜 23:00 - 23:30 |                     |
| 山口放送    | 日曜 21:30 - 22:00 |                     |
| 岐阜放送    | 日曜 23:00 - 23:30 |                     |
| 山形放送    | 火曜 21:00 - 21:30 |                     |
| RKB毎日放送 | 日曜 2:30 - 3:00   | 2017年4月スタート   |

### 2019年6月 - 2024年3月
| 放送局         | 放送時間           | 備考                |
| -------------- | ------------------ | ------------------- |
| 文化放送       | 木曜 24:05 - 24:20 | 「レコメン!」に内包 |
| 北海道放送     | 木曜 24:05 - 24:20 | 「レコメン!」に内包 |
| 青森放送       | 木曜 24:05 - 24:20 | 「レコメン!」に内包 |
| 岩手放送       | 木曜 24:05 - 24:20 | 「レコメン!」に内包 |
| 秋田放送       | 木曜 24:05 - 24:20 | 「レコメン!」に内包 |
| 東北放送       | 木曜 24:05 - 24:20 | 「レコメン!」に内包 |
| 山形放送       | 木曜 24:05 - 24:20 | 「レコメン!」に内包 |
| ラジオ福島     | 木曜 24:05 - 24:20 | 「レコメン!」に内包 |
| 茨城放送       | 木曜 24:05 - 24:20 | 「レコメン!」に内包 |
| 栃木放送       | 木曜 24:05 - 24:20 | 「レコメン!」に内包 |
| 新潟放送       | 木曜 24:05 - 24:20 | 「レコメン!」に内包 |
| 信越放送       | 木曜 24:05 - 24:20 | 「レコメン!」に内包 |
| 山梨放送       | 木曜 24:05 - 24:20 | 「レコメン!」に内包 |
| 北日本放送     | 木曜 24:05 - 24:20 | 「レコメン!」に内包 |
| 北陸放送       | 木曜 24:05 - 24:20 | 「レコメン!」に内包 |
| 福井放送       | 木曜 24:05 - 24:20 | 「レコメン!」に内包 |
| 静岡放送       | 木曜 24:05 - 24:20 | 「レコメン!」に内包 |
| 東海ラジオ放送 | 木曜 24:05 - 24:20 | 「レコメン!」に内包 |
| 和歌山放送     | 木曜 24:05 - 24:20 | 「レコメン!」に内包 |
| KBS京都        | 木曜 24:05 - 24:20 | 「レコメン!」に内包 |
| ラジオ関西     | 木曜 24:05 - 24:20 | 「レコメン!」に内包 |
| 山陰放送       | 木曜 24:05 - 24:20 | 「レコメン!」に内包 |
| 中国放送       | 木曜 24:05 - 24:20 | 「レコメン!」に内包 |
| 山口放送       | 木曜 24:05 - 24:20 | 「レコメン!」に内包 |
| 西日本放送     | 木曜 24:05 - 24:20 | 「レコメン!」に内包 |
| 四国放送       | 木曜 24:05 - 24:20 | 「レコメン!」に内包 |
| 南海放送       | 木曜 24:05 - 24:20 | 「レコメン!」に内包 |
| 高知放送       | 木曜 24:05 - 24:20 | 「レコメン!」に内包 |
| ＲＫＢ毎日放送 | 木曜 24:05 - 24:20 | 「レコメン!」に内包 |
| 長崎放送       | 木曜 24:05 - 24:20 | 「レコメン!」に内包 |
| 大分放送       | 木曜 24:05 - 24:20 | 「レコメン!」に内包 |
| 熊本放送       | 木曜 24:05 - 24:20 | 「レコメン!」に内包 |
| 宮崎放送       | 木曜 24:05 - 24:20 | 「レコメン!」に内包 |
| 南日本放送     | 木曜 24:05 - 24:20 | 「レコメン!」に内包 |
| ラジオ沖縄     | 木曜 24:05 - 24:20 | 「レコメン!」に内包 |

### 過去のネット局
- 中部日本放送
- 朝日放送
- IBC岩手放送
- 長崎放送
- 南日本放送
  - いずれの局も、『KinKi Kids どんなもんヤ!』の後番組として放送。

## コーナー

### 終了前まで放送されていたコーナー
毎週木曜日にワンコーナー。時間があるときにもう一つ
- VS女子

　男子代表・山田涼介に聞きたい、"女子が理解できない男子の感覚""こういう女子、男子的にはどうですか？"という質問を送ってもらうコーナー!山田涼介が、男子代表として素直な気持ちを答えます。
- 知念侑李がきいたげる

　雑誌やラジオなどではなかなか採用してもらえない、重すぎず軽すぎない悩みを知念侑李が解決。
- ユートビート

　音楽関係のメールに中島裕翔が答えるコーナー。中島裕翔がパーソナリティ時に放送。初放送は11月7日。
- ケイトーーーク

　岡本圭人がリスナーに語りたいことを語りつくすコーナー。岡本圭人がパーソナリティ時に放送。初放送は10月10日。
2015年10月1日放送分より
- JUMPヒストリー!

10周年が見えてきたHey!Say!JUMPには、これまでいくつもの名場面がありました。ライブ、TV、雑誌、ラジオでの名場面をメンバーが答えます。
- 変な○○

日常生活の中で見つけた変な物、友達や家族が作った変なルールなど変だなぁと思ったことを送ってもらうコーナー。
- JUMP TOP3!

Hey!Say!JUMPのイメージランキングを募集して、そのランキングをＪＵＭＰたちが
予想して当てるコーナー。
- ○○の部屋!

メンバーが2人以上の登場した時、今まで意外となかったメンバー同士のフリートークを楽しむコーナー。

### 過去に放送されたコーナー
以下のコーナーのうち、「Hey!Say!Letter!」と「日本一若い悩み相談」についてはタイトルこそ無くなるものの、現在はオープニングで随時扱っている。

#### 月曜日
- Hey!Say!Letter!（2011年9月まで）

　日常で起きた面白い出来事や素朴な疑問、とっておきの豆知識などいろんな話題を送ってもらう、普通のお便り紹介。

#### 水曜日
- Hey!Say!Talking!（2011年9月まで）

　今、リスナーが気になっている話題のキーワードを募集し、メンバーがトークする。
- Hey!Say!インフォ（2011年10月から2012年9月まで）

　JUMPのメンバーについて語るコーナー。箱の中に入っているメンバーの名前が書かれたプレートをくじ引き形式で引き出し、その出たメンバーについて語る。まれに、収録に出演している本人の名前を引き出すケースもある。当初は2人分を引き出していたが、現在はくじ引き形式での引き出しは1人分のみとし、もう1つはリスナーから寄せられたメンバーの情報（雑誌など）を基に語るという形式に改めていた。

#### 木曜日
- 日本一若い悩み相談（2011年9月まで）

　普通であれば「人生経験豊富な人」がする悩み相談を、若いメンバーなりに真剣に考えて、答えてくれる。リスナーの悩みをききながら、自分たちも人生について勉強していく目的がある。
- 教えて男子（2011年10月から2012年9月まで）

　リスナーの女子が理解できない「男子の感覚」について答えるコーナー。